# Dominik Nothnagel
Dominik Nothnagel (* 28. Dezember 1994 in Stuttgart) ist ein deutscher Fußballspieler. Der Abwehrspieler steht seit der Saison 2021/22 beim VfB Stuttgart unter Vertrag, für dessen zweite Mannschaft er aufläuft.

## Karriere

### Vereine
Nothnagel wuchs in Filderstadt auf und spielte zunächst für örtliche Vereine, ehe er in die Jugend des VfB Stuttgart wechselte. 2012 wurde er von Borussia Dortmund verpflichtet. In der Saison 2012/13 bestritt er 25 von 26 möglichen Spielen in der A-Junioren-Bundesliga und erzielte dabei fünf Tore. Im Sommer 2013 rückte Nothnagel in den Kader der in der 3. Liga spielenden zweiten Mannschaft des BVB auf. Im Juni 2014 wechselte er zu den Würzburger Kickers. Sein Vertrag lief bis Saisonende 2016/17.
Im Januar 2017 schloss er sich vorzeitig dem SV Wehen Wiesbaden an. Sein Vertrag wurde nach Ablauf im Sommer 2018 nicht verlängert. Daraufhin wechselte er zum Regionalligisten FSV Frankfurt. Im Sommer 2021 kehrte er zum VfB Stuttgart zurück, um für dessen zweite Mannschaft zu spielen.

### Nationalmannschaft
Am 13. Dezember 2011 kam Nothnagel im Spiel der deutschen U-18-Nationalmannschaft gegen die Auswahl Japans zu einem zweiminütigen Kurzeinsatz.

## Titel und Auszeichnungen

### Titel
- Bayerischer Verbandspokalsieger: 2016
- Hessischer Verbandspokalsieger: 2017 (ohne Einsatz)
- Meister der Regionalliga Südwest und Aufstieg in die 3. Liga: 2024

### Individuelle Auszeichnungen
- Torschütze des Monats August 2024